# Rymdjakten
Rymdjakten är ett datorspel utgivet 1998 av Levande Böcker och utvecklat av Monsterland. Spelet finns för både Windows och Mac OS Classic.

## Handling och upplägg
Spelet handlar om att Maximilian ser en rymdsond gjord av utomjordingar närma sig Jorden i sitt teleskop. Rymdsonden kolliderar med en asteroid strax innan den kommer till Jorden och delarna sprids ut över hela solsystemet. Spelarens uppgift är att söka efter dessa delar genom att bland annat skicka satelliter och göra bemannade resor till olika planeter.

## Rollista
- Jan Nygren – Maximilian
- Fredrik Dolk – Adrian
- Annelie Berg – Lisa
- Fredrik Dolk – Allan
- Annika Smedius – Tilda
- Niclas Wahlgren – Steve
- Charlotte Ardai – Meta
- Jan Nygren – Affe
- Niclas Wahlgren – astronauter
- Jan Nygren – astronauter

## Mottagande
Spelet fick ett gott mottagande av kritiker. Göteborgs-Postens recensent Kerstin Eikeland gav spelet 5 av 5 i betyg och beskrev spelet som kul, häftigt, överraskande och lärorikt med bra grafik. Expressens recensent Lasse Råde gav spelet 4 av 5 i betyg och gillade specifikt spelets illustrationer, animeringar och kartorna och tyckte det hade en bra balans mellan kreativt skapande och kunskapsinhämtning. RecLandets recensent Mats Ernofsson tyckte spelet var välgjort med utmärkta skådespelarinsatser.